# Kapp-Putsch in Thüringen
Unter der Bezeichnung Kapp-Putsch in Thüringen werden hier Ereignisse zusammengefasst, die sich während und unmittelbar nach dem am 13. März 1920 in Berlin von konservativen und rechtsradikalen Gruppen unternommenen Staatsstreichversuch als direkte Folge und Rückwirkung ebendieser Vorgänge im Raum Thüringen entwickelten. Neben dem rheinisch-westfälischen Industrierevier (siehe dazu Ruhraufstand und Rote Ruhrarmee) war das politisch noch immer in verschiedene Einzelstaaten zersplitterte thüringische Gebiet die einzige Region des Deutschen Reiches, in der die während des Krieges und der Novemberrevolution kontinuierlich gewachsenen Spannungen zwischen bürgerlich-konservativem und sozialistischem Lager zu diesem Zeitpunkt in einer den lokalen Rahmen überschreitenden bürgerkriegsähnlichen Konfrontation eskalierten. Bei den Kämpfen bzw. den unmittelbar anschließenden, gegen die vielerorts mobilisierten Arbeiter gerichteten Repressivmaßnahmen kamen etwa 250 Menschen gewaltsam zu Tode, weitaus mehr wurden verletzt. Verlauf und Konstellation der Auseinandersetzungen prägten das innenpolitische Klima im gerade entstehenden Land Thüringen auf Jahre und können als frühe Weichenstellung hin zu Ordnungsbund und Baum-Frick-Regierung angesehen werden.

## Hintergrund
In den Einzelstaaten und preußischen Territorien Thüringens hatte die Reichsregierung bereits 1919 mehrfach mit Freikorps- und Reichswehrformationen eingegriffen, um die mitunter radikalen, durch die SPD nicht zu kontrollierenden Arbeiter- und Soldatenräte, die nach der Novemberrevolution in zentralen Städten und Gemeinden die lokale Politik dominierten, zu entmachten. Die thüringische Arbeiterbewegung zeichnete sich in dieser Phase vielerorts durch eine aktivistische, auf eine tatsächlich sozialistische Revolution drängende Tendenz aus. Die bürgerliche Politik in der Region agierte parallel deutlich weniger kompromissbereit als anderswo; ihr kooperationswilliger, auf eine Einbindung der reformistischen Arbeiterbewegung in den Staat zielender Flügel war in Thüringen strukturell schwach. Streiks der Arbeiter wurden nicht selten mit bürgerlichen Gegenstreiks beantwortet; vereinzelt wurden demonstrativ zur „Selbsthilfe“ geeignete bewaffnete Strukturen aufgebaut – in Erfurt etwa hatte sich seit dem Frühjahr 1919 mit behördlicher Ermunterung eine etwa 1000 Mann starke sogenannte Ordnungshilfe (zunächst als Freiwilligenkorps Thüringen bzw. Freiwilligenregiment von Wangenheim) formiert, die sich ausschließlich aus dem Besitz- und Bildungsbürgertum rekrutierte und neben Handfeuerwaffen bei Bedarf auch auf Maschinengewehre, leichte Artillerie und Panzerautomobile zugreifen konnte. Eine im November 1919 in Gotha gebildete, von ehemaligen Offizieren geführte Sturmkompanie konnte 300 Bewaffnete mobilisieren.
Auch in Thüringen nahmen die militärischen und zivilen Befürworter des seit Beginn des Jahres 1920 von vielen Beobachtern erwarteten Rechtsputsches an, dass sich die bürgerlichen Parteien nach dem Beginn desselben rasch auf ein gemeinsames Programm und Vorgehen verständigen würden. Dabei überschätzten sie allerdings – wie sich zeigen sollte – die konzeptionelle Einheit und die politische Reichweite des bürgerlichen Lagers. Gleichzeitig unterschätzten sie die aktivistische Militanz und das Mobilisierungspotential der politischen Linken ganz erheblich. Besonders die USPD, in der seit dem Herbst 1919 der in Thüringen ohnehin starke revolutionäre linke Flügel deutlich an Einfluss gewann, hatte ihre organisatorische und politische Bedeutung fortlaufend ausbauen können; sie hatte zur Jahreswende 1919/20 in allen industriell bedeutenden Regionen Thüringens – mit der Ausnahme Altenburgs, wo die SPD ihre alten Positionen hatte bewahren können – entscheidenden Einfluss auf die jeweilige lokale Arbeiterbewegung. In den industriellen Zentren war die Lage angesichts des Ausbleibens der von der Regierung mehrfach versprochenen Sozialisierung (vgl. Sozialisierungskommission), der spürbar sinkenden Realeinkommen und der als Rückschritt empfundenen Regelungen des Anfang 1920 vom Reichstag beschlossenen neuen Betriebsrätegesetzes höchst gespannt. Besonders ausgeprägt war das aktivistische Potential im Freistaat Gotha, wo die USPD bei der Landtagswahl vom 23. Februar 1919 zehn von neunzehn Mandaten errungen hatte. Der hier bereits seit Monaten schwelende Konflikt zwischen den alten Eliten der Residenzstadt, die der USPD-Regierung mit hartnäckiger Obstruktion begegneten, und den vorwärtsdrängenden, zu einer „zweiten Revolution“ bereiten Arbeiterorganisationen machte Gotha in den kritischen Märztagen sofort zum Zentralort militanter Konfrontation in der Region.

## Verlauf

### 13. März bis 17. März
Die kommandierenden Offiziere der für Ostthüringen (Reichswehrbrigade 16, Weimar) sowie Mittel- und Westthüringen (Reichswehrbrigade 11, Kassel) zuständigen Reichswehrverbände stellten sich nach Bekanntwerden der Berliner Ereignisse mehr oder weniger offen auf die Seite der Kapp-Regierung. Der Befehlshaber in Weimar, Generalmajor Hagenberg, ließ am 13. März folgende „Bekanntmachung“ öffentlich anschlagen:
„Die bisherige Reichsregierung ist zurückgetreten. Die Weisungen der jetzigen Reichsregierung müssen im Interesse der Ordnung unbedingt befolgt werden. Ich werde als militärischer Befehlshaber im Gebiete der Reichswehrbrigade 16 (…) gegen alle Versuche, die Ruhe und Sicherheit zu stören und Streiks anzuzetteln, rücksichtslos einschreiten.“
Im Zuständigkeitsbereich der Brigade 11 wurde der verschärfte Ausnahmezustand verhängt, die gesamte linke Presse wurde verboten, Streiks und öffentliche Ansammlungen wurden untersagt. Die weiterhin erscheinenden bürgerlichen Zeitungen druckten die Verlautbarungen der Kapp-Regierung ab, die rechtsgerichteten Einwohnerwehren wurden mobilisiert und, wo nötig und möglich, aus Reichswehrbeständen bewaffnet.
Am 14. März erklärte Hagenberg die linken Landesregierungen in Sachsen-Weimar-Eisenach, Sachsen-Altenburg und Reuß für abgesetzt und ließ erste Verhaftungen vornehmen; in Weimar setzte er den der DNVP angehörenden Rechtsanwalt Hermann Jöck, in Gera den Vorsitzenden der örtlichen DVP Ebersbach als neuen Regierungschef ein. Am frühen Morgen dieses Tages hatte der Befehlshaber der Erfurter Garnison, von Selle, Gotha handstreichartig besetzen lassen, um mit der USPD-Regierung des Freistaats in ebendieser Weise zu verfahren. Gleichentags rückte eine Abteilung der Meininger Garnison zur Verstärkung der Einwohnerwehren im Raum Suhl/Zella-Mehlis aus.
Der offenkundige Ansatz der regionalen Reichswehrführung – den von Kapp gewünschten Ausnahmezustand durchzusetzen und im Übrigen den Verlauf der Ereignisse in Berlin und im Rest des Reiches abzuwarten – wurde jedoch innerhalb eines Tages durch das Vorgehen der linken Parteien und der Gewerkschaften (ADGB) durchkreuzt. Der Streikaufruf der Regierung Bauer war hierfür allerdings weitgehend bedeutungslos, da die Gegenmaßnahmen auf lokale Initiative hin sofort vollumfänglich einsetzten und programmatisch weit über die Zwecksetzung der Reichsregierung hinausgingen. Nahezu überall – auch in Hochburgen der SPD wie Altenburg – wurden als Minimalziele des Generalstreiks die Rücknahme des Betriebsrätegesetzes, die Demokratisierung der Verwaltung, die Auflösung der Reichswehr und die sofortige Durchführung der Sozialisierung der Grundstoffindustrien genannt. Vielerorts ging man wesentlich weiter: in Jena etwa forderten die Betriebsobleute die Arbeiter am 13. März auf, „alle Kräfte einzusetzen für die Durchführung der proletarischen Diktatur als einzigen Weg zum Sozialismus“. Der Aktionsausschuss für Greiz und Umgebung wandte sich im gleichen Sinne mit folgendem Aufruf an die Öffentlichkeit:
„Wir rufen das Volk nicht auf zum Schutze der demokratischen Reichsverfassung, die eine Verfassung des Kapitalismus ist, und auch nicht zum Schutze der ordnungsgemäßen Reichsregierung, die durch ihre antirevolutionäre Politik der Gegenrevolution zum Siege verholfen hat. (…) Wir rufen das Volk auf, nicht für eine zweite Auflage Noske, nicht für eine kapitalistische Verfassung, sondern für den Sozialismus zu kämpfen.“
In Gotha setzte der Generalstreik bereits am Vormittag des 13. März ein. Arbeiter der Waggonfabrik stürmten die Fliegerwerft und verbrachten die dort vorgefundenen 500 Gewehre in das Volkshaus zum Mohren, wo sich ein „Vollzugsrat“ aus der USPD und der KPD angehörenden Betriebsräten konstituierte. Derselbe veröffentlichte folgenden Aufruf:
„In Berlin haben die Generäle Lüttwitz und Konsorten die Militärdiktatur aufgerichtet. Das bedeutet den weißen Schrecken Ungarns auf Deutschland verpflanzt! (…) Wahrlich, nicht den Ebert, Bauer und Genossen zuliebe appellieren wir an die schon mehrfach bewiesene Kraft des Gothaer Proletariats in Stadt und Land. Es gilt, dem Sozialismus durch die völlige Niederwerfung der Reaktion endlich, endlich die Bahn frei zu machen! Auf dem Boden des revolutionären Rätesystems sammeln wir jetzt unsere ganze Kraft. (…) Genossen! Mitbürger! Es geht ums Ganze! Es lebe die Revolution! Hoch der Sozialismus!“
Die durch den Vollzugsrat aufgestellte Arbeiterwehr zog sich am 14. März nach einem kurzen Schusswechsel mit der aus Erfurt anrückenden Reichswehr – bei dem es die ersten Toten gab – nach Süden auf den Thüringer Wald zurück, da man von dort Verstärkung erwartete.
In Erfurt wurde der Generalstreik von einer im Untergrund agierenden anonymen Streikleitung geführt, die sich so dem Zugriff der an Machtmitteln weit überlegenen Garnison und Einwohnerwehr entzog. Viele Arbeiter missachteten demonstrativ das Streik- und Versammlungsverbot. Mitglieder der Ordnungshilfe, die Verfügungen des in der Zitadelle Petersberg verschanzten Chefs der Garnison plakatierten, wurden verprügelt. Angehörige dieser bürgerlichen Miliz gingen daraufhin am 15. März auf dem Anger und an anderen Stellen der Stadt mit Schusswaffen und Handgranaten gegen „Zusammenrottungen“ vor; dabei wurden zwei, nach anderen Angaben vier Menschen getötet. Die Streikleitung dehnte hierauf noch am gleichen Tag die Arbeitsniederlegungen aus und forderte die Einstellung auch des bürgerlichen Kleinhandels und -gewerbes:
„Sämtliche Geschäfte sowie Vergnügungsstätten sind bis auf weiteres zu schließen. Zuwiderhandlungen beantworten wir mit der vollständigen Stillegung des Elektrizitäts- und Wasserwerkes.“
Am 16. März starben bei Handgemengen in der Innenstadt weitere Menschen. Selle reagierte einen Tag später mit der Einrichtung eines Standgerichts und der Androhung von Todesurteilen bei „Aufruhr, Widerstand und Gewalttätigkeit“.
Mit ähnlicher Tendenz verliefen die vier Tage bis zum Rücktritt der Kapp-Regierung am 17. März in mehreren Städten Thüringens. In vielen Kleinstädten und ländlichen Gemeinden übten lokale, aus Mitgliedern der USPD und KPD (seltener auch der SPD) gebildete Ausschüsse faktisch die Macht aus. Sie setzten den Generalstreik durch und entwaffneten wo nötig örtliche Einwohnerwehren. In den städtischen Zentren war eine kontinuierlich eskalierende Konfrontation zu beobachten; der jeweils vor Ort befindlichen Reichswehr entglitt nach und nach die Kontrolle. Mit Suhl und Gera fielen am 15. März zwei wichtige Städte nach zum Teil blutigen Gefechten in die Hände von Arbeiterwehren. Auch in eher abgelegenen Regionen ergriffen lokale Aktivisten weitreichende Initiativen; so wurde etwa in Schmalkalden am 17. März unter Glockengeläute die Räterepublik ausgerufen, ein Aktionsausschuss proklamierte die „Diktatur des Proletariats“ und forderte die „Bewaffnung des arbeitenden Volkes“. Die angesichts der geschlossenen Abwehrfront nervösen und durch das rasch offensichtlich werdende Scheitern Kapps frustrierten Angehörigen von Reichswehr und Einwohnerwehren sorgten dabei durch mutwillig angerichtete Blutbäder für zusätzliche Erbitterung: am 15. März starben bei einem Feuerüberfall vor dem Volkshaus in Weimar neun Menschen, am 17. März schoss – mit ähnlicher Wirkung – ein Maschinengewehrschütze aus einem Fenster des Hauptpostamtes in Gotha in die vor dem Gebäude auf Nachrichten aus Berlin wartende Menge.
Durch den Handstreich gegen das auch symbolisch wichtige Gotha wurden unterdessen Arbeiter im ganzen westlichen und mittleren Thüringen mobilisiert und angezogen. Der USPD-Politiker Curt Geyer war, aus Eisenach kommend, wegen des ruhenden Zugverkehrs zu Fuß nach Gotha unterwegs:
„Die Straße war sehr belebt. Mit uns zog viel Volk nach Gotha, Arbeiter, Kleinbauern, auch Reisende (…). Auf dem Marsche fragten wir einen älteren Kleinbauern, der uns freundlich gegrüßt hatte: 'Wohin des Wegs?' und er antwortete: 'Zum Freiheitskampf nach Gotha.'“

### 18. März bis 29. März
Am 18. März griff die durch Zuzüge aus dem Thüringer Wald auf etwa 900 Bewaffnete angewachsene Gothaer Arbeiterwehr erfolgreich die Reichswehrformationen an, die sich nach den Vorfällen vom 17. März im Bahnhof, in der Hauptpost, den Kasernen und der Fliegerwerft verschanzt hatten. Am 19. März kontrollierte der Vollzugsrat die Stadt; Reichs- und Einwohnerwehr zogen sich – zum Teil fluchtartig – nach Erfurt zurück. Bei den kriegsmäßig geplanten und durchgeführten Gefechten, die durch einen in Petriroda eingerichteten „Kampfstab“ koordiniert wurden, kamen auch schwere Waffen zum Einsatz. Der inzwischen in Gotha eingetroffene Curt Geyer erinnerte sich später:
„Der Parteisekretär sammelte dann unsere Truppe. In einem Wirtshausgarten musterten wir sie und prüften die Waffen. Es waren etwa 150 Mann, natürlich in Zivil, sie sahen, in Formation gestellt, wie eine Räuberbande aus. Für den Minenwerfer war genügend Munition vorhanden, aber der Abzug funktionierte nicht, statt dessen musste er mit einem Hammerschlag abgeschlagen werden. Wir marschierten in einen in der Nähe der Flugzeugfabrik gelegenen Holzhof, den wir zum Zentrum des Angriffs machten, und sandten etwa ein Dutzend Leute in den Rücken der Fabrik an die Straße, um Fliehende aufzuhalten.“
Bei den besonders erbittert geführten Kämpfen um die Fliegerwerft wurden etwa 30 Arbeiter in einen Hinterhalt gelockt und durch die Verteidiger mit Gewehrkolben, Äxten und Spaten ermordet. Insgesamt starben bei den Kämpfen in Gotha am 18. und 19. März etwa 110 Menschen.
Im Zusammenhang dieser Gefechte entstand seit dem 17. März die sogenannte 1. Volkswehrarmee, die nach den Kämpfen auf dem Truppenübungsplatz Ohrdruf versammelt wurde. Sie soll kurzzeitig etwa 5000 Mann gezählt und sogar über einige aus einem Rüstungsbetrieb in Zella-Mehlis herbeigeholte Panzerautomobile verfügt haben. Mit der Aufstellung dieser Formation unternahmen Vertreter des linken Flügels der Gothaer USPD um Geithner und Creutzburg den Versuch, dem sich bei Eisenach vollziehenden bedrohlichen Aufmarsch von Reichswehr- und Freikorpsverbänden (Brigade Rumschöttel, Studentenkorps Marburg [StuKoMa]) einen ernstzunehmenden Widerstandsfaktor entgegenzustellen.
Am 19. März hatten sich in Kassel Offiziere der Reichswehrbrigade 11 und sozialdemokratische Vertreter der Reichsregierung (unter ihnen Albert Grzesinski) auf ein rasches Vorgehen gegen Thüringen verständigt. In Thüringen, so hieß es begründend in einer Verlautbarung, herrsche „Aufruhr“, „bewaffnete Banden“ durchzögen „raubend und plündernd das Land.“ Am 21. März begann der Vormarsch. Dem Gothaer Vollzugsrat und der Landesregierung wurde schnell klar, dass – mit der Erfurter Garnison im Rücken – ein längerer erfolgreicher Widerstand gegen die heranrückenden Truppenkontingente nicht möglich war, zumal in vielen Orten die einheitliche Streikfront durch das Ausscheren der SPD- und einzelner USPD-Vertreter bereits zu bröckeln begann. Zwei mit dem Ziel der Vermeidung weiteren Blutvergießens nach Berlin entsandte Unterhändler (darunter Hermann Duncker) wurden allerdings auf Veranlassung des Reichskanzlers verhaftet und der wieder nach Döberitz zurückgekehrten Marinebrigade Ehrhardt übergeben; beide entgingen nur durch einen Zufall ihrer Ermordung.
Angesichts dieser Entwicklungen löste sich der Gothaer Vollzugsrat am 23. März auf; die Landesregierung bat um Niederlegung und Abgabe der Waffen. Am 25. März zogen Reichswehr- und Freikorpsverbände – ohne auf Widerstand zu stoßen – in Gotha ein; Arnstadt wurde zwei Tage später besetzt, Ilmenau schließlich am 29. März. Einzelne „Befriedungsaktionen“ im Thüringer Wald dauerten bis zum 3. April an. Damit war ganz Mittel- und Westthüringen wieder in der Hand der Reichsregierung.
Etwas gebremster verlief die Herstellung von „Ruhe und Ordnung“ in Ostthüringen. Hier war es den geschlossen operierenden, etwa 2000 Mann starken Arbeiterwehren der reußischen Gebiete am 21. März gelungen, zwei aus Plauen kommende, entlang der Weißen Elster in Richtung Gera vorrückende Infanteriebataillone der Reichswehr in einem Gefecht bei Zickra zu schlagen, einzuschließen und zu einer formellen, mit der Entwaffnung der Truppe verbundenen Kapitulation zu zwingen – ein reichsweit einmaliger Vorgang. Dadurch blieb der Reichswehr bis in den April hinein ein unmittelbarer Zugriff auf Ostthüringen verwehrt. Die mit dem raschen Vordringen der Zeitfreiwilligen- und Reichswehrkontingente in West- und Mittelthüringen einhergehenden willkürlichen Verhaftungen und Erschießungen blieben deshalb in Ostthüringen aus; die Lage hatte sich zwischenzeitlich beruhigt, der Truppenführung erschien es wenig zweckmäßig, durch erneute aggressive Manöver, „die auch starken Kräfteeinsatz erfordern würden“, für weitere Unruhe zu sorgen.

## Repressivmaßnahmen und Gewalttaten
Während der Besetzung ging in einigen Orten, vor allem im Gebiet zwischen Eisenach und Gotha sowie im Raum Sömmerda, die von ansässigen Besitzbürgern, Bauern und einmarschierenden Truppen kultivierte, gegen Aktivisten und Funktionäre der Arbeiterbewegung gerichtete aggressive, auf „Abrechnung“ drängende Stimmung in offene Lynchjustiz über. In Gotha verhafteten und erschossen Einwohnerwehr und Sturmkompanie am 25., 26. und 27. März in Eigenregie eine unbekannte Zahl von „spartakistischen Rädelsführern“.
„Es genügte, dass einer nur einmal in einer Versammlung das Wort ergriffen hatte oder sonst als Vertrauensperson in der Arbeiterschaft galt, und schon wurde er ergriffen und zur Schlachtbank geführt.“
Größeres und länger nachwirkendes Aufsehen – nicht zuletzt wegen der sich in den Folgejahren zu einem Justizskandal auswachsenden milden Behandlung der Verantwortlichen – erregten in diesem Zusammenhang die durch Angehörige des StuKoMa am 25. März begangenen Morde von Mechterstädt. Bei diesem Massaker wurden 15 durch Bauern der Umgebung denunzierte Arbeiter aus Thal „auf der Flucht“ erschossen und zum Teil von den Tätern verstümmelt. Bereits am 24. März hatten Reichswehrangehörige in Tunzenhausen und Schallenburg insgesamt 11 Menschen ermordet. Ein einige Wochen später für den Oberpräsidenten der Provinz Sachsen angefertigter Untersuchungsbericht lässt die Mechanismen dieser Gewalt erkennen:
„In diesem Moment rief der in seinem Garten (…) stehende Gutsbesitzer Hoffmeister sen., Tunzenhausen, dem Leutnant Hagedorn zu: 'Die müssen alle erschossen werden.' Der Leutnant Hagedorn befahl dementsprechend. (…) [Der Arbeiter Hermann Hessler kam auf einem Fahrrad des Weges.] Gutsbesitzer Hoffmeister rief: 'Das ist auch einer, weg damit!' Darauf schossen ihm die Soldaten ins linke Bein. Hessler fiel vom Rade. Hierauf schrie Hoffmeister wiederum: 'Schießt ihm nicht in die Beine, schießt ihm in den Schädel!' (…) [Ein weiterer Verhafteter wurde herbeigebracht.] Der Sohn des Gutsbesitzers (…) sagte zu den Umstehenden: 'Zwei Reihen Bürgerwehr und durch mit ihm, richtig verprügelt und dann gleich totgeschossen.' Das geschah.“
Im Keller des Rathauses von Sömmerda wurden am gleichen Tage – ebenfalls nach Denunziationen – zwei USPD-Aktivisten ermordet, einer von ihnen durch einen ortsansässigen Gutsbesitzer. Der Landrat des Kreises Weißensee fuhr in einem mit einer schwarz-weiß-roten Flagge drapierten Auto umher und führte auf dem Platz vor dem Rathaus mit den Worten „doppelte Portion“ und „einfache Portion“ einzelne Gefangene der Prügelstrafe zu. Der Vorsitzende der örtlichen USPD, der Tierarzt Kurt Neubert, wurde in aller Öffentlichkeit durch einen Mob schwer misshandelt und vor der Stadt „auf der Flucht“ erschossen.
„Genosse Neubert wurde, von den Reichswehrtruppen und dem bürgerlichen Pöbel auf das schrecklichste und grausamste misshandelt, mit hochgehobenen Händen nach dem Marktplatz getrieben. (…) [Er wurde] durch das von dem Bürgermeister [Hohendahl] und der bürgerlichen Kapp-Mörderbande eingesetzte 'Volksgericht' zum Tode verurteilt. Hierauf trieb man ihn außerhalb der Stadt, umjohlt von dem reaktionären Pöbel (…) [,] prügelte ihn nochmals durch und befahl ihm schneller zu laufen mit den Worten 'Hopp, hopp, lauf du Hund', worauf man ihn niederschoss.“
In den folgenden Tagen wurden in Sömmerda etwa 25 weitere Menschen willkürlich oder „standrechtlich“ getötet.
Der Verbleib von 46 am 26. März bei Hausdurchsuchungen in Waltershausen und Friedrichroda verhafteten Personen ist unklar. Einige von ihnen wurden nachweislich am 27. März in Gotha erschossen, nachdem sie durch ein von Angehörigen des StuKoMa gebildetes „Kriegsgericht“ zum Tode verurteilt worden waren.
In Gebäuden der Zitadelle Petersberg in Erfurt wurden auch noch Tage nach der Ende März erfolgten Aufhebung des Ausnahmezustandes mindestens 200 Verhaftete, meist aus der Stadt oder aus den nördlich gelegenen preußischen Landkreisen stammend, festgehalten und zum Teil systematisch misshandelt.

## Wirkung und Einordnung
Das praktisch erlebte, gewaltförmige Aufeinanderprallen der beiden Lager führte zu einer scharfen Ausprägung der politischen Pole in dem einige Wochen nach dem Putsch gebildeten Land Thüringen. Das bürgerliche Lager blieb in den Folgejahren zwar fragmentiert, trat gegenüber den Arbeiterparteien aber – abgesehen von der kurzen Phase der Minderheitsregierung Paulssen 1920/1921 – als geschlossener „Ordnungsblock“ auf, der von der sozialliberalen DDP bis hin zur in Thüringen durchgängig kompromisslos rechtsradikal aufgestellten DNVP reichte. Das im Januar 1930 erfolgte Hinzutreten der NSDAP war landespolitisch insofern kein echter Kontinuitätsbruch.
Demgegenüber setzte sich bereits 1921 in der thüringischen SPD der Flügel durch, der sich im Landesmaßstab auf ein Zusammengehen mit USPD respektive KPD orientierte. Als Regierungsoption wurde diese Alternative freilich schon 1923 durch das Eingreifen der Reichsregierung gewaltsam ausgeschaltet.
Als Menetekel erwies sich – neben der Grundzüge der Frühphase des NS-Terrors 1933 vorwegnehmenden Form der ausgeübten Gewalt – vor allem die juristische Würdigung des Putsches bzw. der anschließenden Morde und extralegalen Tötungen. Eine gerichtliche oder auch nur disziplinarische Verfolgung mehrfach eid- und verfassungsbrüchig handelnder Offiziere wie Hagenberg erfolgte nicht. Dagegen wurden Unteroffiziere und Mannschaften der Altenburger Landesjäger, die am 14. März ihre zu Kapp stehenden Offiziere ab- und festgesetzt hatten, wegen „Befehlsverweigerung“ zur Verantwortung gezogen. Die Mörder von Mechterstädt wurden schon im Dezember 1920 letztinstanzlich freigesprochen. Kein einziger der in Sömmerda und Gotha als Standgericht und Exekutionskommando in Personalunion auftretenden Zivilisten wurde belangt. Selbst der in dem Untersuchungsbericht über die Vorgänge in Sömmerda geführte Nachweis, dass sämtliche dort durchgeführten Erschießungen auch nach den Maßgaben des Standrechts unrechtmäßig waren und erkennbar nur der Beseitigung politisch missliebiger linker Aktivisten dienten (keines der Opfer hatte sich an Gewalttaten beteiligt oder war „mit der Waffe in der Hand“ angetroffen worden), vermochte die zuständigen Staatsanwaltschaften nicht zu beeindrucken. Die wenigen Verfahren gegen die in Sömmerda kommandierenden Offiziere wurden verschleppt und Anfang 1922 eingestellt.
Unzweifelhaft fruchtbar waren die Märztage auch hinsichtlich der interessierten Gewöhnung des konservativen Bürgertums an eine Machtausübung durch Ausnahmezustand und offene, terroristische Gewalt. Diesbezügliche, von den Protagonisten selbst gezogene Traditionslinien sind recht eindeutig: die ehemaligen Angehörigen der im April 1920 aufgelösten Erfurter Ordnungshilfe wurden auf eigenen Antrag 1937 durch den NS-Staat als „versorgungsberechtigte Kämpfer für die nationale Erhebung“ anerkannt.

## Gedenkorte (Auswahl)

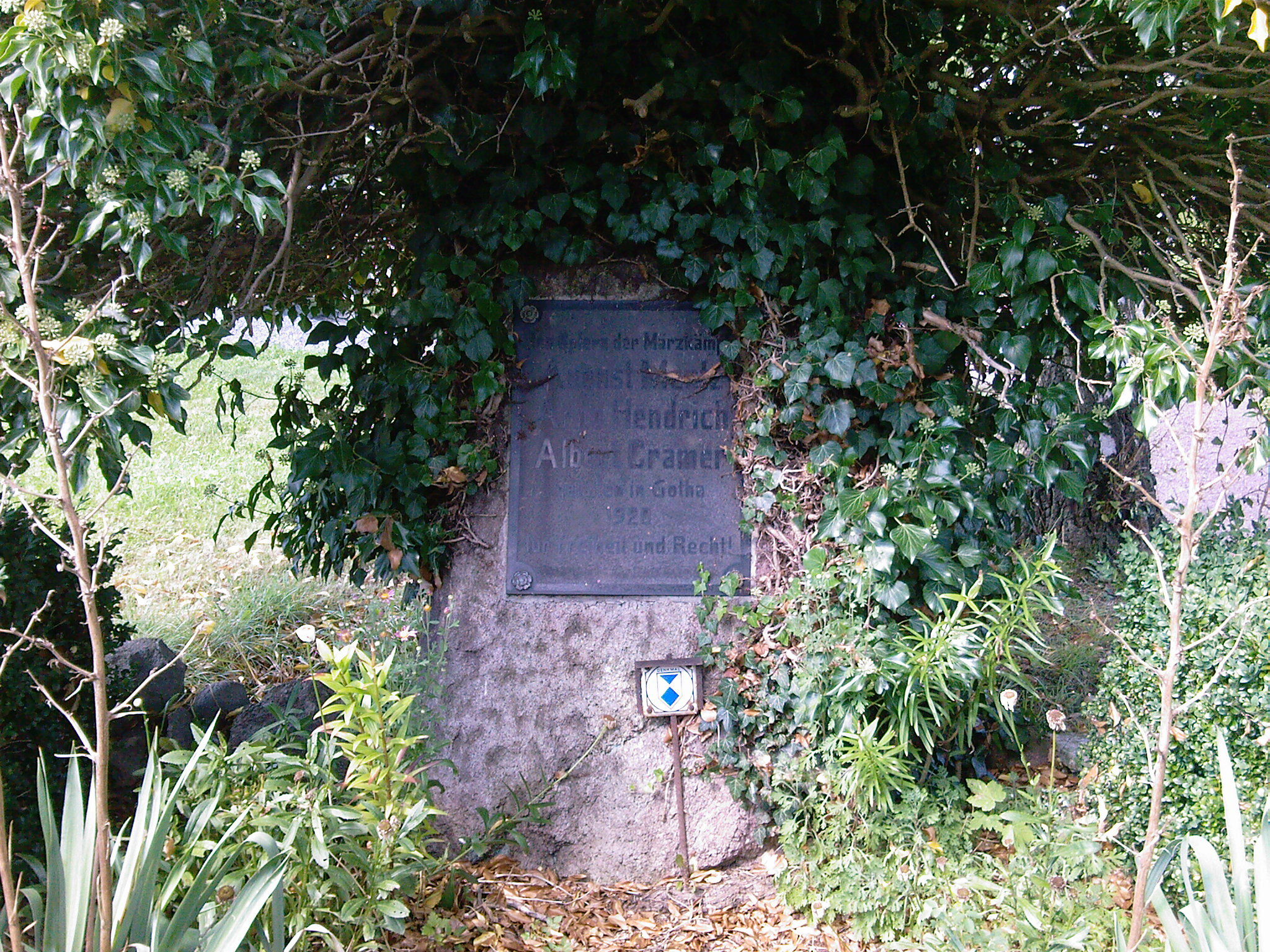
Gedenkstein auf dem Friedhof von Gräfenroda

- Gedenkstätte auf dem Hauptfriedhof der Stadt Gotha für die über 90 in den Märztagen in Gotha gefallenen oder ermordeten Arbeiter, von denen viele hier beigesetzt wurden; außerdem befindet sich an der Hauptpost eine Gedenktafel
- Gedenkstein für die 15 ermordeten Arbeiter aus Thal bei Mechterstädt (an der Bundesstraße 7, Ortsausgang Richtung Gotha)
- Gedenkstätte für die hier am 18. März 1920 bei Hausdurchsuchungen erschossenen fünf Arbeiter am Eingang der Frankfurter Straße in Eisenach
- Gedenkstein für drei in Gotha gefallene oder ermordete Arbeiter aus Erfurt auf dem Erfurter Hauptfriedhof
- Gedenkstein für zwei in Gotha gefallene oder ermordete Arbeiter aus Ohrdruf im Eingangsbereich des Ohrdrufer Friedhofes
- Gedenkstätte und Grabstellen für drei in Gotha gefallene oder ermordete Arbeiter aus Arnstadt auf dem Arnstädter Hauptfriedhof
- Gedenkstein für drei in Gotha gefallene oder ermordete Arbeiter aus Gräfenroda auf dem örtlichen Friedhof
- Gedenkstein und Gemeinschaftsgrab für drei in Gotha gefallene oder ermordete Arbeiter aus Frankenhain auf dem örtlichen Friedhof; das Grab eines weiteren Opfers befindet sich ebenfalls auf dem Friedhof
- Gedenkstätte für 15 während der Märztage gefallene Arbeiter aus Gera, Südfriedhof Gera
- Inschrift am Portal des Suhler Rathauses („Im grünen Wald die rote Stadt/Die ein zerschossen Rathaus hatt’/(1920)“)
- Denkmal der Märzgefallenen auf dem Historischen Friedhof der Stadt Weimar
- Denkmal in Tunzenhausen für die in Tunzenhausen willkürlich ermordeten Opfer
- Denkmal für die in Sömmerda Ermordeten auf den Friedhof in Sömmerda